# Arthur von Hippel
Arthur von Hippel (ur. 24 października 1841 w Fischhausen, zm. 26 października 1916 w Getyndze) – niemiecki lekarz okulista, ojciec Eugena von Hippla.
Studiował medycynę na uniwersytetach w Królewcu, Monachium i Berlinie, gdzie otrzymał tytuł doktora nauk medycznych w 1864. Specjalizował się w Pradze, po czym został lekarzem asystentem w Królewcu. w 1879 profesor zwyczajny oftalmologii na Uniwersytecie w Gießen, od 1890 z powrotem w Królewcu. W 1892 otrzymał katedrę na Uniwersytecie w Halle, a w 1901 na Uniwersytecie w Getyndze, gdzie został też dyrektorem nowo utworzonej kliniki ocznej. W 1914 przeszedł na emeryturę.
Arthur von Hippel zajmował się ciśnieniem śródgałkowym, zaburzeniami percepcji barw i krótkowzrocznością. Jest też pamiętany za pionierskie prace dotyczące przeszczepu rogówki – wynalazł specjalny trepan do zabiegów na rogówce.